# Errachidia (provincie)
Errachidia is een provincie in de Marokkaanse regio Meknès-Tafilalet.
Errachidia telt 556.612 inwoners op een oppervlakte van 5917 km².

## Bestuurlijke indeling
De provincie is bestuurlijk als volgt ingedeeld:
| Name                   | Geografische code | Type                | Huishoudens | Inwoners (2004) | Buitenlanders | Marokkanen | Opmerkingen                                                                                    |
| ---------------------- | ----------------- | ------------------- | ----------- | --------------- | ------------- | ---------- | ---------------------------------------------------------------------------------------------- |
| Arfoud                 | 201.01.01.        | Gemeente            | 4035        | 23637           | 5             | 23632      |                                                                                                |
| Boudnib                | 201.01.03.        | Gemeente            | 1828        | 9867            | 1             | 9866       |                                                                                                |
| Errachidia             | 201.01.05.        | Gemeente            | 14624       | 76759           | 47            | 76712      |                                                                                                |
| Er-Rich                | 201.01.07.        | Gemeente            | 4002        | 20155           | 9             | 20146      | [ 2 ]                                                                                          |
| Goulmima               | 201.01.09.        | Gemeente            | 3054        | 16593           | 3             | 16590      |                                                                                                |
| Jorf                   | 201.01.11.        | Gemeente            | 1981        | 12135           | 1             | 12134      |                                                                                                |
| Moulay Ali Cherif      | 201.01.13.        | Gemeente            | 3251        | 20469           | 1             | 20468      |                                                                                                |
| Tinejdad               | 201.01.15.        | Gemeente            | 1289        | 7494            | 2             | 7492       |                                                                                                |
| Aarab Sebbah Gheris    | 201.03.01.        | Landelijke gemeente | 688         | 4937            | 0             | 4937       |                                                                                                |
| Aarab Sebbah Ziz       | 201.03.03.        | Landelijke gemeente | 2578        | 18332           | 1             | 18331      |                                                                                                |
| Alnif                  | 201.03.05.        | Landelijke gemeente | 2358        | 20175           | 0             | 20175      | 3072 inwoners woonde in het centrum, genaamd Alnif; 17103 inwoners woonde op het platteland.   |
| Es-Sifa                | 201.03.07.        | Landelijke gemeente | 1022        | 7881            | 0             | 7881       |                                                                                                |
| Fezna                  | 201.03.09.        | Landelijke gemeente | 585         | 4087            | 1             | 4086       |                                                                                                |
| H'Ssyia                | 201.03.11.        | Landelijke gemeente | 1196        | 11237           | 1             | 11236      |                                                                                                |
| M'Ssici                | 201.03.13.        | Landelijke gemeente | 828         | 7043            | 0             | 7043       |                                                                                                |
| Ait Hani               | 201.05.01.        | Landelijke gemeente | 1593        | 9578            | 0             | 9578       |                                                                                                |
| Amellagou              | 201.05.03.        | Landelijke gemeente | 890         | 5273            | 0             | 5273       |                                                                                                |
| Assoul                 | 201.05.05.        | Landelijke gemeente | 1153        | 6553            | 0             | 6553       |                                                                                                |
| Aoufous                | 201.07.01.        | Landelijke gemeente | 1929        | 11506           | 0             | 11506      | 1272 inwoners woonde in het centrum, genaamd Aoufous; 10234 inwoners woonde op het platteland. |
| Chorfa M'Daghra        | 201.07.03.        | Landelijke gemeente | 2133        | 13803           | 0             | 13803      |                                                                                                |
| Er-Rteb                | 201.07.05.        | Landelijke gemeente | 2081        | 13324           | 1             | 13323      |                                                                                                |
| Lkheng                 | 201.07.07.        | Landelijke gemeente | 2190        | 13017           | 1             | 13016      |                                                                                                |
| Oued Naam              | 201.07.09.        | Landelijke gemeente | 1000        | 5709            | 3             | 5706       |                                                                                                |
| En-Nzala               | 201.09.01.        | Landelijke gemeente | 869         | 5186            | 0             | 5186       | [ 2 ]                                                                                          |
| Gourrama               | 201.09.03.        | Landelijke gemeente | 2453        | 13426           | 1             | 13425      | 3987 inwoners woonde in het centrum, genaamd Gourrama; 9439 inwoners woonde op het platteland. |
| Guers Tiaallaline      | 201.09.05.        | Landelijke gemeente | 2086        | 11931           | 1             | 11930      | [ 2 ]                                                                                          |
| Guir                   | 201.09.07.        | Landelijke gemeente | 668         | 3499            | 0             | 3499       | [ 2 ]                                                                                          |
| M'Zizel                | 201.09.09.        | Landelijke gemeente | 1062        | 6443            | 1             | 6442       | [ 2 ]                                                                                          |
| Sidi Aayad             | 201.09.11.        | Landelijke gemeente | 1235        | 7424            | 0             | 7424       | [ 2 ]                                                                                          |
| Zaouiat Sidi Hamza     | 201.09.13.        | Landelijke gemeente | 711         | 4595            | 1             | 4594       | [ 2 ]                                                                                          |
| Bni M'Hamed Sijelmassa | 201.11.01.        | Landelijke gemeente | 2282        | 16709           | 0             | 16709      |                                                                                                |
| Er-Rissani             | 201.11.03.        | Landelijke gemeente | 727         | 5575            | 3             | 5572       |                                                                                                |
| Es-Sfalat              | 201.11.05.        | Landelijke gemeente | 2147        | 16163           | 0             | 16163      |                                                                                                |
| Et-Taous               | 201.11.07.        | Landelijke gemeente | 820         | 5337            | 1             | 5336       |                                                                                                |
| Sidi Ali               | 201.11.09.        | Landelijke gemeente | 385         | 3081            | 0             | 3081       |                                                                                                |
| Aghbalou N'Kerdous     | 201.13.01.        | Landelijke gemeente | 1306        | 9357            | 0             | 9357       |                                                                                                |
| Ferkla El Oulia        | 201.13.03.        | Landelijke gemeente | 3010        | 20214           | 2             | 20212      |                                                                                                |
| Ferkla Es-Soufla       | 201.13.05.        | Landelijke gemeente | 1713        | 12624           | 0             | 12624      |                                                                                                |
| Gheris El Ouloui       | 201.13.07.        | Landelijke gemeente | 1685        | 11879           | 0             | 11879      |                                                                                                |
| Gheris Es-Soufli       | 201.13.09.        | Landelijke gemeente | 1024        | 6742            | 0             | 6742       |                                                                                                |
| Melaab                 | 201.13.11.        | Landelijke gemeente | 2340        | 16681           | 1             | 16680      |                                                                                                |
| Tadighoust             | 201.13.13.        | Landelijke gemeente | 1218        | 7346            | 1             | 7345       |                                                                                                |
| Ait Yahya              | 201.15.01.        | Landelijke gemeente | 713         | 4455            | 0             | 4455       | [ 2 ]                                                                                          |
| Amouguer               | 201.15.03.        | Landelijke gemeente | 779         | 5119            | 0             | 5119       | [ 2 ]                                                                                          |
| Bou Azmou              | 201.15.05.        | Landelijke gemeente | 1468        | 8903            | 0             | 8903       | [ 2 ]                                                                                          |
| Imilchil               | 201.15.07.        | Landelijke gemeente | 1364        | 8222            | 0             | 8222       | [ 2 ]                                                                                          |
| Outerbat               | 201.15.09.        | Landelijke gemeente | 1041        | 6137            | 0             | 6137       | [ 2 ]                                                                                          |

Ben Slimane · Khouribga · Settat · El Jadida · Safi · Boulmane · Fez · Moulay Yacoub · Sefrou · Kénitra · Sidi Kacem · Casablanca · Médiouna · Mohammedia · Nouaceur · Assa-Zag · Guelmim · Tan-Tan · Tata · Boujdour · Es-Semara · Lâayoune · Al Haouz · Chichaoua · Essaouira · Kelâat Es-Sraghna · Marrakech · Al Ismaïlia · El Hajeb · Errachidia · Ifrane · Khénifra · Meknès · Berkane · Figuig · Jerada · Driouch · Nador · Oujda-Angad · Taourirt · Aousserd · Oued ed Dahab · Khémisset · Rabat · Salé · Skhirat-Témara · Agadir-Ida-Ou-Tanane · Inezgane-Aït Melloul · Chtouka-Aït Baha · Ouarzazate · Taroudant · Tiznit · Zagora · Azilal · Béni-Mellal · Chefchaouen · Fahs-Bni Mkada · Larache · Tanger-Asilah · Tétouan · Al Hoceima · Taounate · Taza